# Rangkayo
Genre
Rangkayo est un genre d'araignées aranéomorphes de la famille des Thomisidae.

## Distribution
Les espèces de ce genre sont endémiques de Sumatra en Indonésie.

## Liste des espèces
Selon World Spider Catalog (version 26, 19/06/2025) :
- Rangkayo hitam Dhiya'ulhaq & Benjamin, 2025
- Rangkayo perkaso Dhiya'ulhaq & Benjamin, 2025

## Systématique et taxinomie
Ce genre a été décrit par Dhiya'ulhaq et Benjamin en 2025 dans les Thomisidae.

## Étymologie
Ce genre est nommé en l'honneur du roi de Jambi Rangkayo Hitam.

## Publication originale
- Dhiya'ulhaq, Benjamin, Buchori, Hidayat, Scheu & Drescher, 2025 : « Expanding the taxonomy of crab spiders (Araneae, Thomisidae) in Sumatra: a new genus, five new species, and regional records. » ZooKeys, vol. 1241, p. 205-246 (texte intégral).